# هیمبا

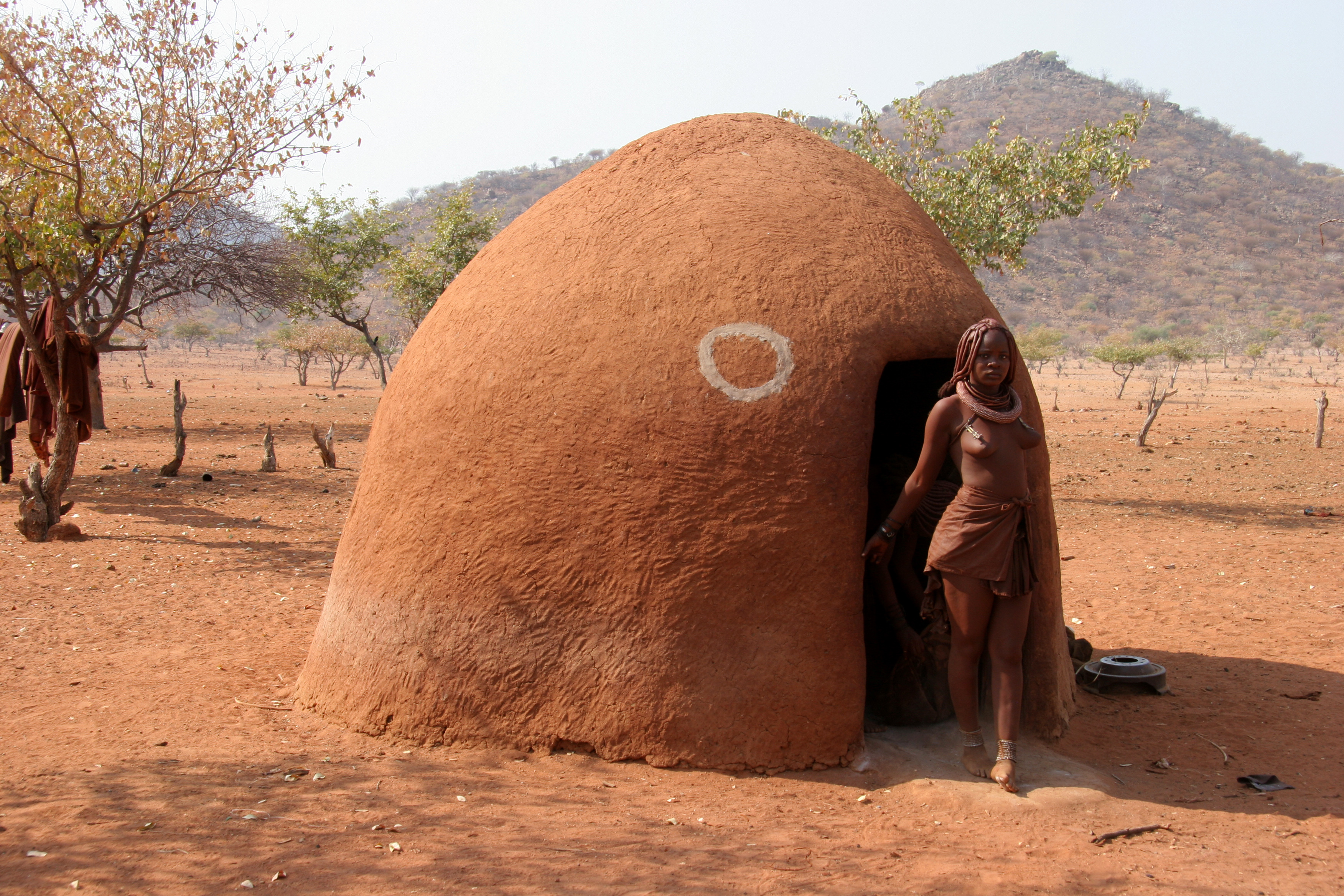
خانهٔ سنتی هیمباها

هیمبا نام (به انگلیسی: Himba) یک قوم کوچ‌نشین ساکن بیابان نامیب در شمال نامیبیا در آنگولای جنوبی است. جمعیت آن‌ها بین ۲۰ تا ۵۰ هزار نفر برآورد می‌شود.

## اقتصاد
معاش هیمباها بیشتر از طریق پرورش حیوانات اهلی، از جمله بز و گاو تأمین می‌شود. زنان هیمبا مسئولیت دوشیدن شیر احشام را بر عهده دارند و علاوه بر این بسیاری از کارهای بدنی سنگین همچون حمل آب به روستا و ساختن خانه را انجام می‌دهند.

## لباس
مردم هیمبا از لباسهای کمی برای پوشاندن خود استفاده می‌کنند و بخش‌هایی از بالاتنهٔ آنان برهنه است. زنان برای زیبایی ترکیبی از خاک و گیاهان را به بدن خود می‌مالند که رنگ پوست آن‌ها را به سرخی می‌گرایاند و سمبلی از مادهٔ حیات بخش خون است. آنها همچنین از مدل موی متفاوتی استفاده می‌کنند.

## نگارخانه

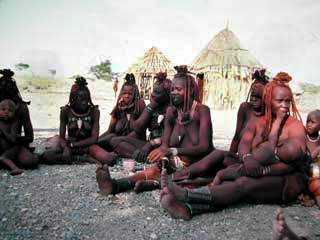
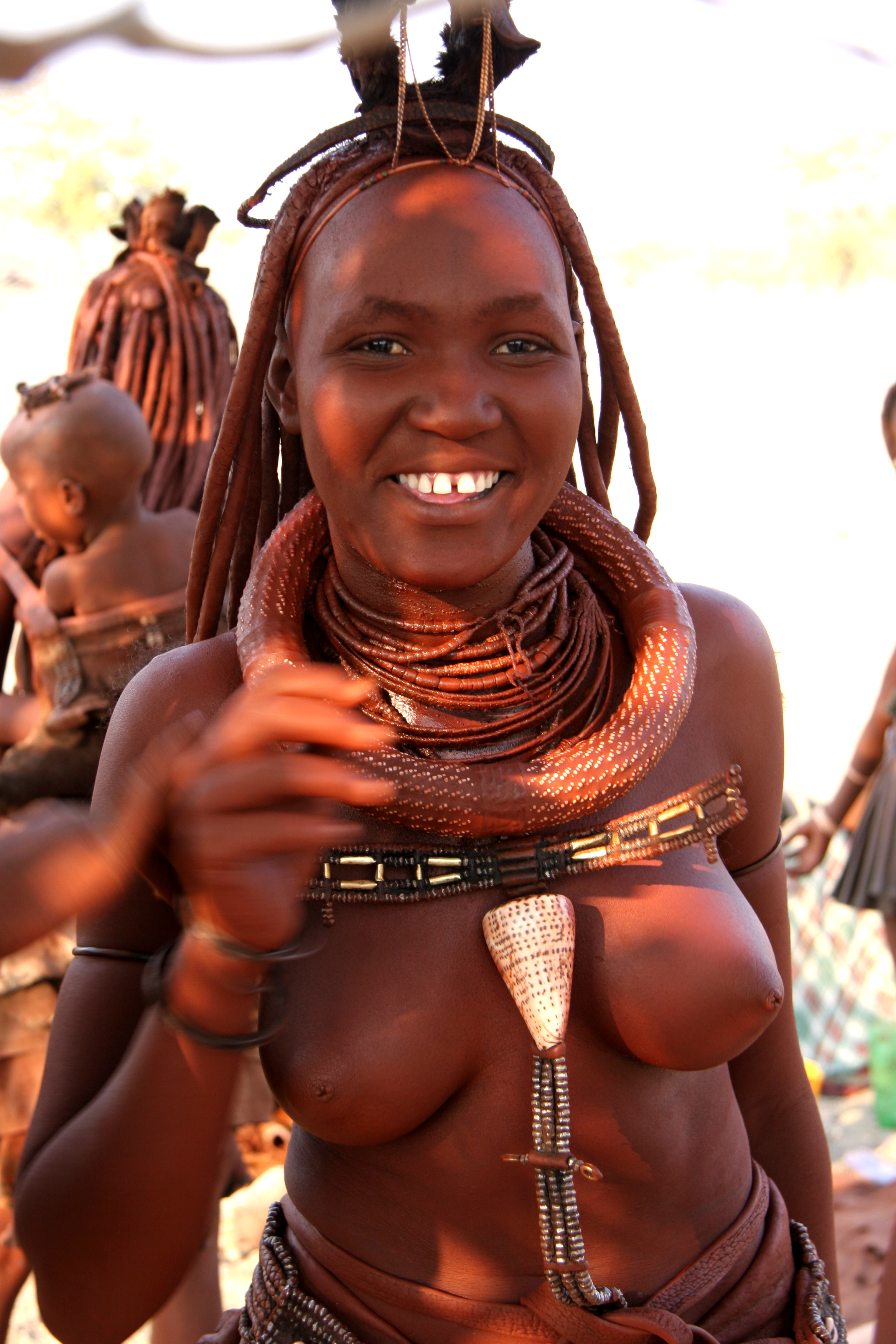
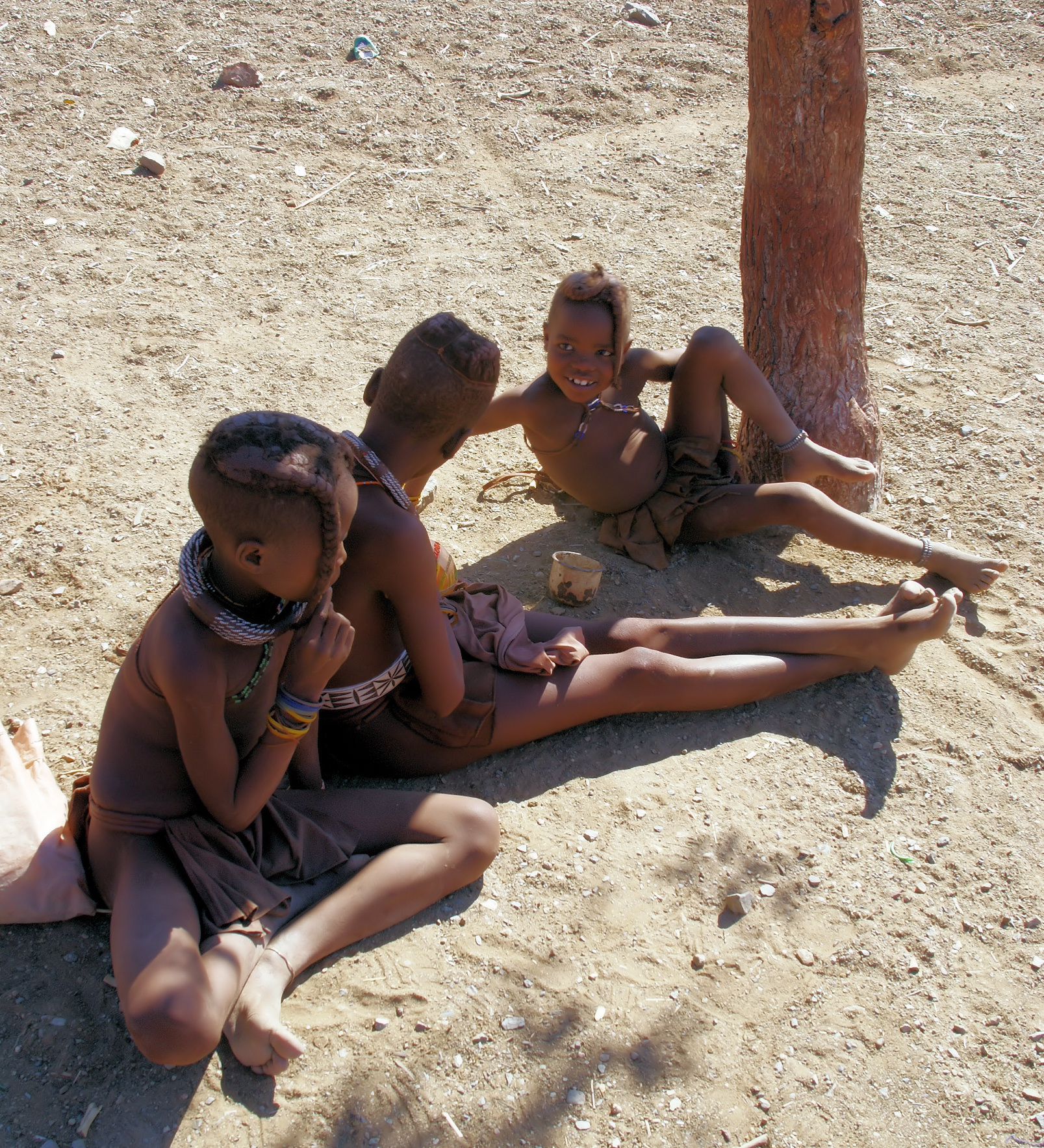
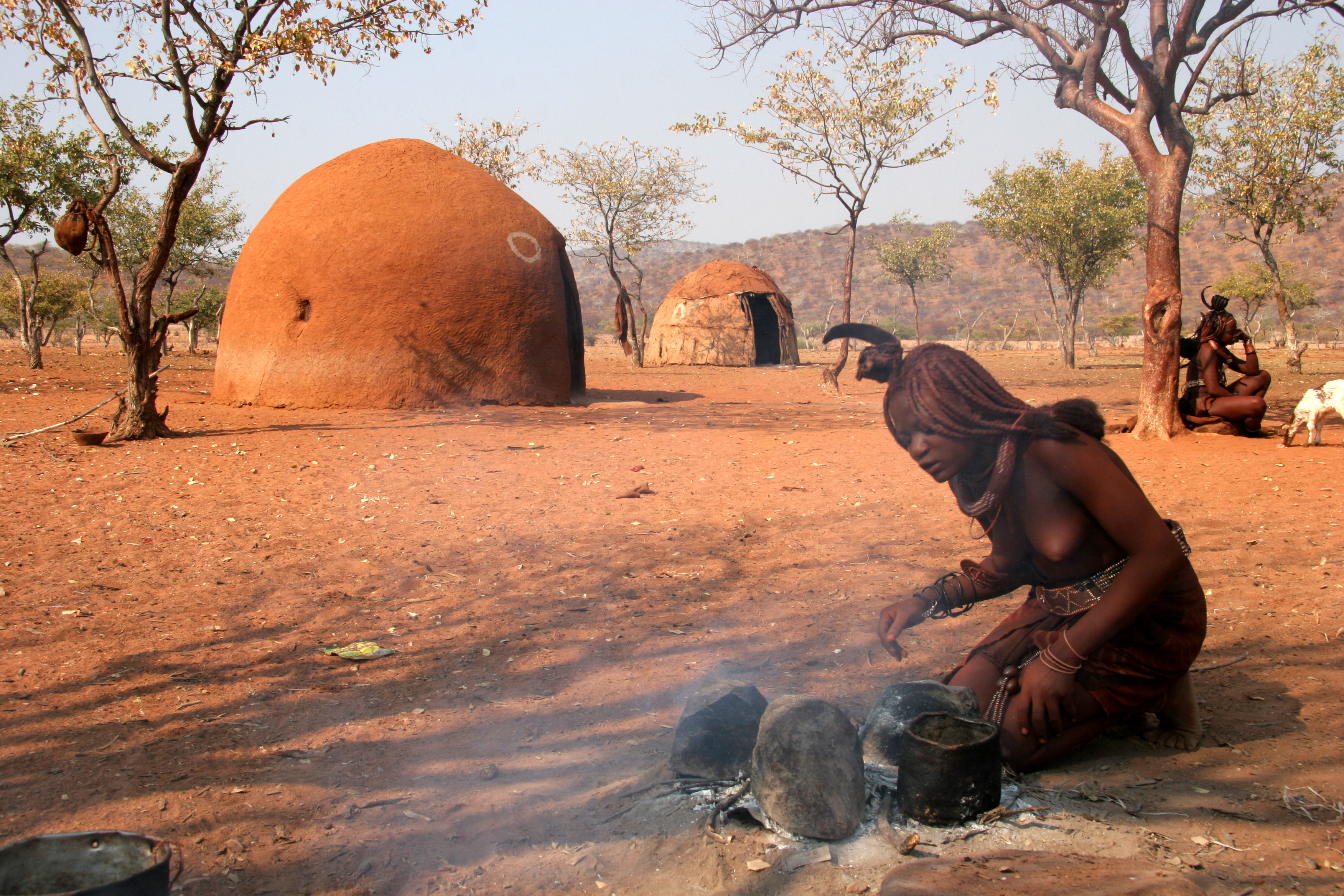
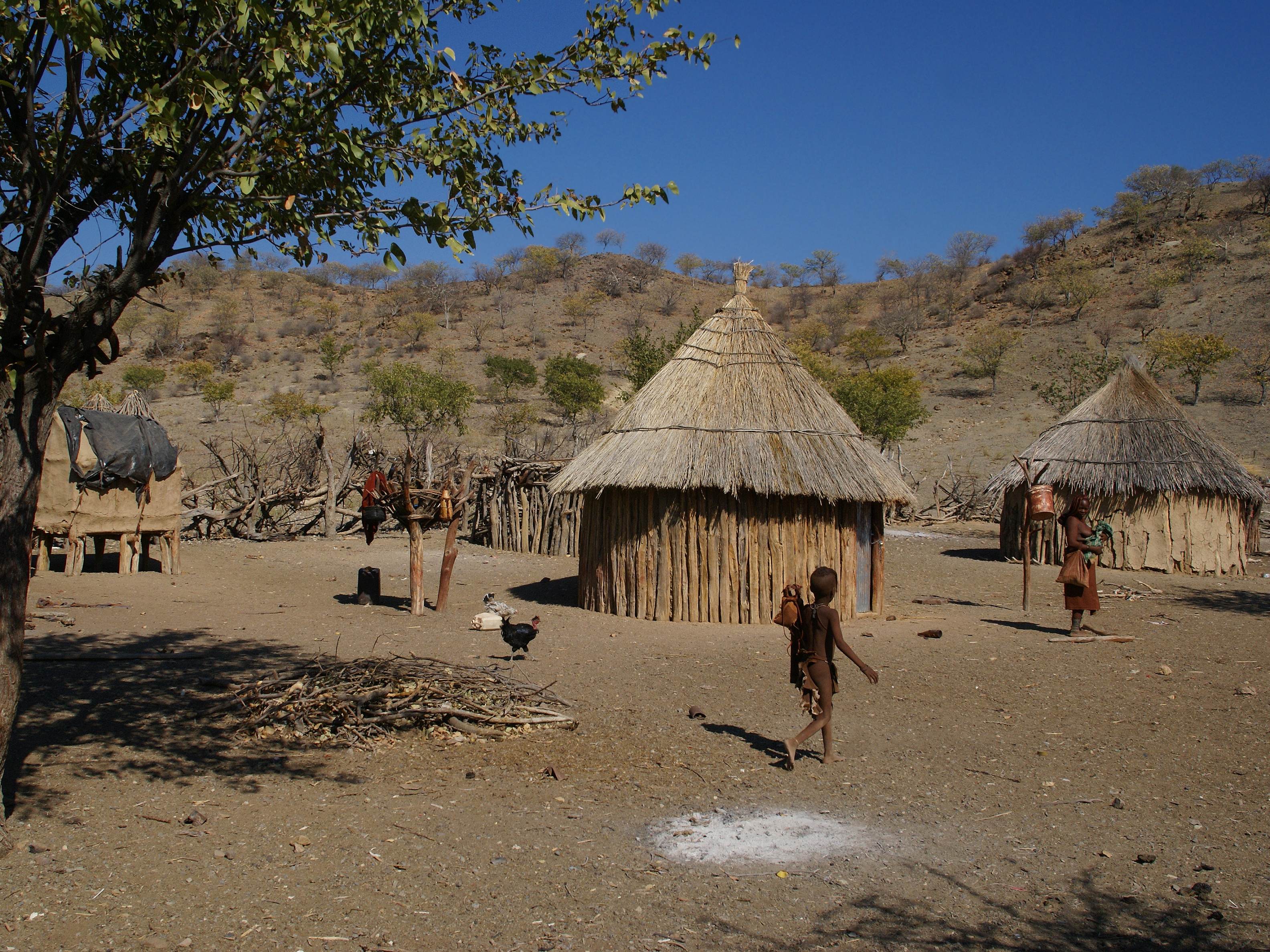
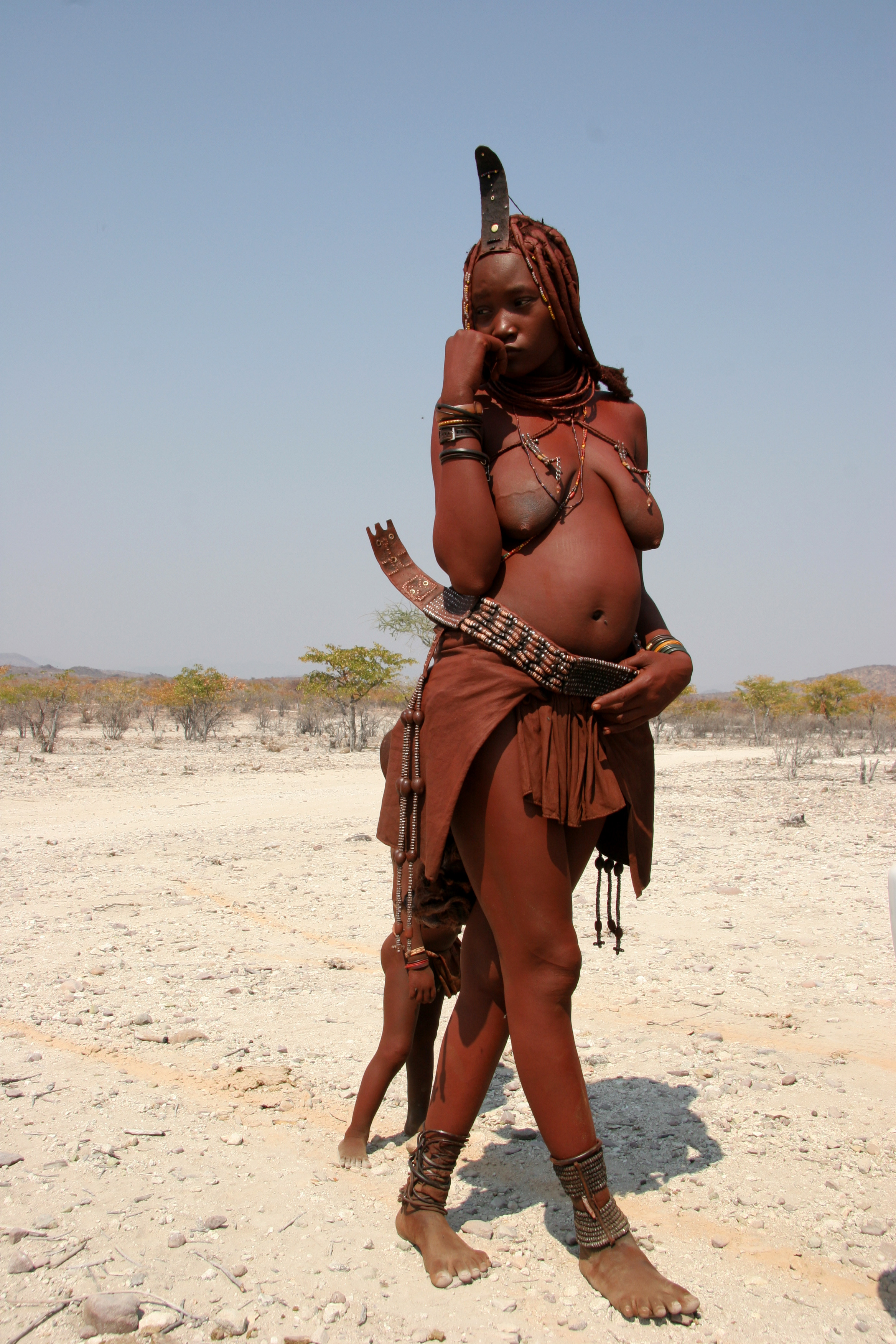
زنی از قوم هیمبا